# Jonas Junland
Jonas Junland (* 15. November 1987 in Linköping) ist ein schwedischer Eishockeyspieler, der seit Januar 2020 erneut beim Linköpings HC in der Svenska Hockeyligan unter Vertrag steht.

## Karriere

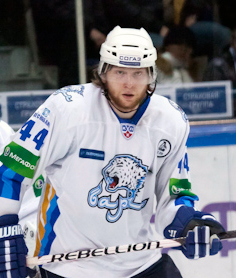
Jonas Junland im Trikot von Barys Astana (2011)

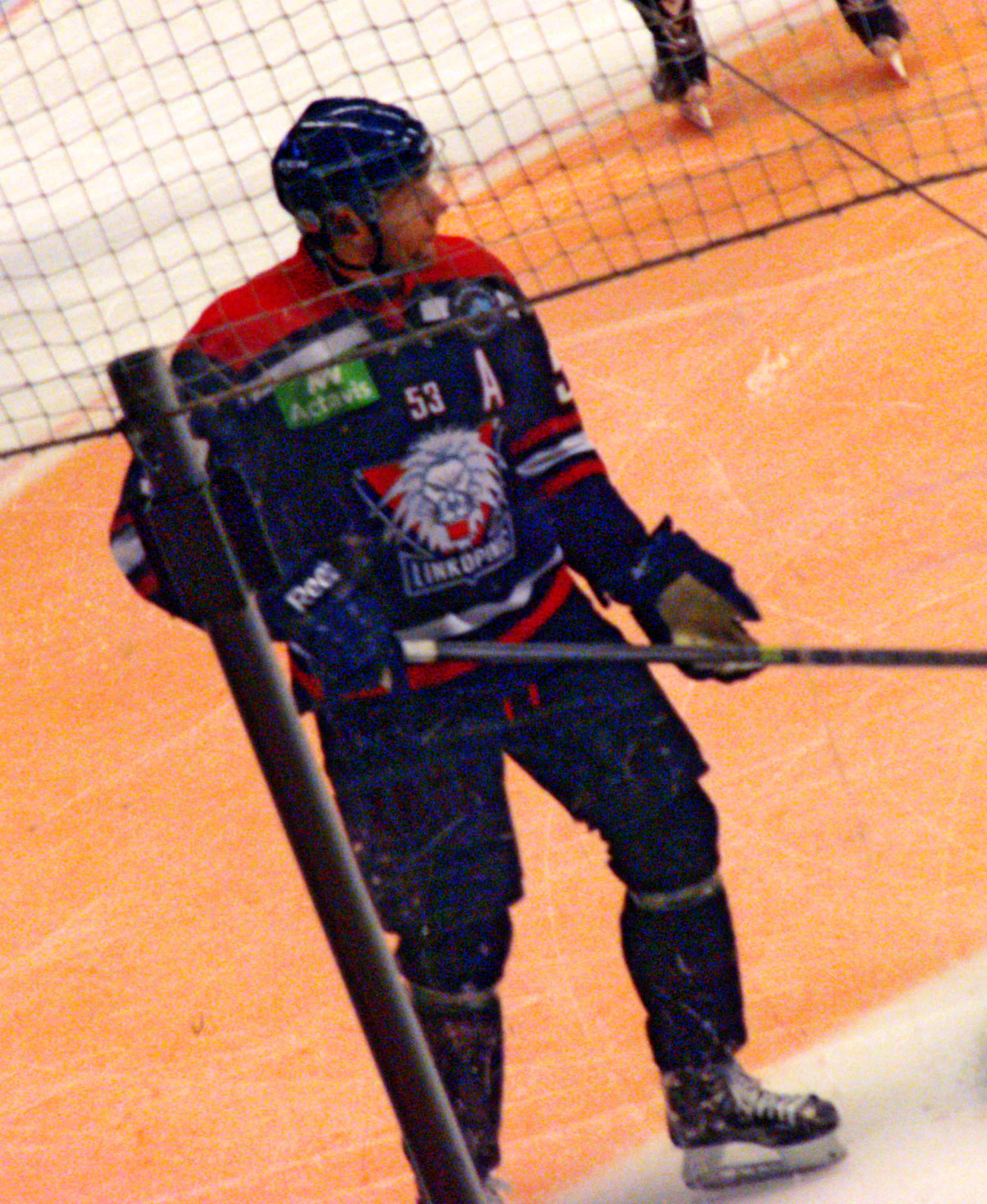
Junland im Trikot des Linköpings HC (2012)

Jonas Junland begann seine Karriere als Eishockeyspieler in seiner Heimatstadt in der Nachwuchsabteilung des Linköpings HC, für dessen Profimannschaft er in der Saison 2005/06 sein Debüt in der Elitserien gab. Dabei blieb er in vier Spielen punkt- und straflos. Anschließend wurde er im NHL Entry Draft 2006 in der dritten Runde als insgesamt 64. Spieler von den St. Louis Blues ausgewählt. Zunächst blieb der Verteidiger jedoch weitere zwei Jahre bei seinem Heimatverein, mit dem er in den Spielzeiten 2006/07 und 2007/08 jeweils Vizemeister wurde. Von 2008 bis 2010 stand er in insgesamt vier Spielen für die St. Louis Blues in der National Hockey League auf dem Eis und gab dabei zwei Torvorlagen. Die gesamte restliche Zeit verbrachte er allerdings bei deren Farmteam Peoria Rivermen in der American Hockey League. In Peoria war er eine feste Größe und wurde unter anderem 2009 mit der Teilnahme am AHL All-Star Classic belohnt.
Zur Saison 2010/11 kehrte Junland nach Schweden zurück, wo er einen Vertrag beim Färjestad BK unterhielt, mit dem er auf Anhieb Schwedischer Meister wurde. Für die Saison 2011/12 wurde er von Barys Astana aus der Kontinentalen Hockey-Liga verpflichtet.
Kurz nach Beginn seiner zweiten Saison in Astana – im Oktober 2012 – wurde sein laufender Vertrag mit Barys aufgelöst und Junland erhielt er einen Vertrag bei den Pelicans aus der SM-liiga, absolvierte in der Folge aber nur wenige Spiele für den Verein.
Zur Saison 2013/14 kehrte er zu seinem Heimatverein Linköpings HC zurück, wo er bis zum Ende der Spielzeit 2015/16 blieb. Im März 2016 wurde er von Lausanne HC aus der Schweizer National League A (NLA) unter Vertrag genommen. Er wurde als bester Verteidiger der NLA-Hauptrunde 2016/17 ausgezeichnet und gehörte auch in den folgenden Jahren zu den besten Verteidigern der Schweizer Liga. Im Januar 2020 löste er seinen Vertrag mit dem LHC auf und wurde bis 2024 von seinem Stammverein, dem Linköpings HC, verpflichtet.

### International
Für Schweden nahm Junland an der U20-Junioren-Weltmeisterschaft 2007 teil. Bei dieser erzielte er in sieben Spielen je ein Tor und eine Vorlage.
Während der Euro Hockey Tour 2007/08 absolvierte er seine ersten Länderspiele für Schwedens A-Nationalmannschaft.

## Erfolge und Auszeichnungen
| - 2007 Schwedischer Vizemeister mit dem Linköpings HC - 2008 Schwedischer Vizemeister mit dem Linköpings HC - 2009 Teilnahme am AHL All-Star Classic - 2010 Teilnahme am AHL All-Star Classic | - 2011 Schwedischer Meister mit dem Färjestad BK - 2016 Salming Trophy - 2017 Bester Verteidiger NLA-Hauptrunde |

## Statistik
(Stand: Ende der Saison 2010/11)